# Argomeda
Argomeda es una localidad del municipio de Villafufre (Cantabria, España). Se compone de unas 30 casas dispersas y está situado junto a Ojuriego en el barrio de Escobedo (Villafufre) y a 2 Kilómetros del Ayuntamiento de Villafufre. Esta próximo a Soto Irúz y por ello en la parte baja del concejo de Villafufre. Bañada por el arroyo de la Plata que transcurre a lo largo de la localidad.
Hay varias casonas de piedra antiguas pero la mayoría de ellas son chalets modernos. En la actualidad existe una Granja del Centro de la Asociación Reto a la Esperanza que tiene una pequeña explotación ganadera con instalaciones modernas. También existen algunas naves agrícolas, ganaderas e industriales con sus correspondientes silos.